# أمين أباد (نغار بردسير)
أمين أباد (بالفارسية: امین‌آباد) هي قرية تقع في إيران في البلدة المركزية.